# Unió (amerikai polgárháború)
Uniónak az amerikai polgárháborúban az Amerikai Egyesült Államokat, szorosabb értelemben azt a 24 északi államot nevezték, amely az Amerikai Konföderációs Államok, azaz a „lázadó” déli államok ellen folytatott elkeseredett és hosszadalmas polgárháborút 1861-1865 között. A polgárháború négy éve alatt százezrek haltak meg, a gazdaság viszont nagy fejlődésen ment keresztül azon területeken, amiket nem érintett a háború. A harcterek dél felé haladásával ez az Uniós államok gazdasági fellendüléséhez és a Konföderációs államok elszegényedéséhez vezetett. Természetesen a hozzátartozók halála, munkából való kiesése érzékenyen érintette a családokat, bár a gazdaságok gépesítése és az európai bevándorlók folyamatos áramlása pótolta a munkaerőhiányt. A polgárháború végül az északiak győzelmével végződött, így ez a hatalmas ország újra egységben él mind a mai napig. Az Unió, az unionisták, azaz az északiak oldalán a polgárháború teljes ideje alatt Abraham Lincoln elnök volt az első számú politikus és hadvezér, s ő továbbra is, a déliek kiválása után is az egész Egyesült Államok elnökének tekintette magát.

## Uniós tagállamok
Kalifornia, Connecticut, Illinois. Indiana, Iowa, Kansas, Maine, Massachusetts, Michigan, Minnesota, Nevada, New Hampshire, New Jersey, New York, Ohio, Oregon, Pennsylvania, Rhode Island, Vermont, Wisconsin; s a határ menti államok: Delaware, Maryland. A duális kormánnyal rendelkező államok, részben az északiakhoz, részben a déliekhez húztak: Missouri, Kentucky, Nyugat-Virginia, Virginia, Tennessee. Fejlett ipar, kereskedelem, vasúti, postai összeköttetés jellemezte az Unió területét. Hajóiparuk, haditengerészetük is jó volt, főleg békeidőkhöz, az állandó katonaság létszáma nem volt magas, fegyverraktáraik is szegényesek voltak, a polgárháború kitörésekor mindezeket fejleszteni kellett, a katonai létszám emelésére önkénteseket toboroztak, az önkéntesek legnagyobb része (mintegy fele) nem a nagy városokból jött, hanem Új-Anglia és Középnyugat farmjairól. Az önkénteseket ki kellett képezni, eleinte erre kevés idő állt rendelkezésre, s kevés képzett katonatiszt. Tehetséges hadvezérekből is kevés akadt eleinte az északiaknál, az unionista államok pedig gyors győzelmet akartak, a győzelem csak lassan sikerült, a polgárháború második szakaszában, Amerika legnagyobb és leghosszabb háborújában. A polgárháború első éveinek sikertelenségei után, 1863 júliusában 4 napos zavargás tört ki New Yorkban, amely 105 halálos áldozatot követelt, akiket a Uniónak a rend helyreállítására kivezényelt katonái öltek meg. Más városokban is akadtak zavart keltő elemek, akik békekötésre biztatták volna Lincoln elnököt Jefferson Davisszel, a déliek elnökével. Ez a hangulat azonban nem volt általános, a férfiak a súlyos véráldozatok ellenére is kitartottak Lincoln elnök mellett, s harcoltak az egységes Unióért. A zsold nem volt magas, mindössze 13 dollár havonta, inkább a kötelességtudat, a bajtársakhoz való ragaszkodás, s a gyávaságnak még a látszatától való félelem tartotta helyükön a katonákat. Talán épp e háború hozta meg, hogy az államból haza lett az ott élők számára, a katonáknak, s a hátországoknak is.

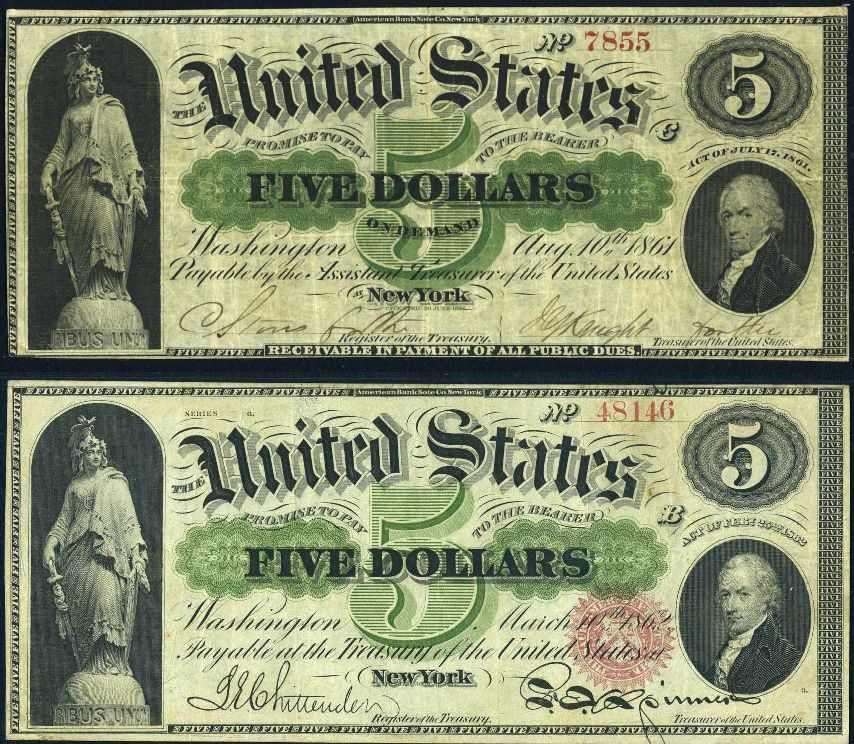
"Zöldhasú" ötdolláros papíralapú pénz (1862)

A polgárháborúig csak aranypénz volt az Egyesült Államokban, de a kereskedelem lebonyolításához ez nem volt elegendő, annál is inkább nem, mert a lakosok otthon tartalékolták az aranypénzt tekintettel a háborús körülményekre. Hamarosan mind az északiaknál, mind a délieknél bevezették a papíralapú pénzt, a lakosok bizalmatlanok voltak, de hamarosan tekintélye lett a "zöldhasúnak" az északiaknál, nem okozott a papírpénz számottevő inflációt, a délieknél éppen fordítva, magas inflációt okozott a papírpénz, mert tartalékaik kezdtek már kimerülni többek közt az északiak által rájuk mért tengeri blokád miatt. Az északiak haditengerészete folyamatosan megvalósította a déli államok tengeri blokádját David Farragut, az Egyesült Államok haditengerészetének admirálisa, s David Dixon Porter tengerésztiszt vezetésével, 1862-ben már a "Mély-Dél" legforgalmasabb kikötővárosát, New Orleanst is elfoglalták. Felvették a harcot a déliek tengeri kalózaival is, akik az északiak kereskedelmi hajóit fogták el vagy semmisítették meg.
Mind pénzben, mind élőerőben és fegyverekben az Unió volt fölényben, ehhez már csak jó hadvezérek kellettek, a háború második felében fel is tűntek azok a hadvezérek, akik katonailag a szárazföldön is győzelemre vitték az unionisták ügyét, az Egyesült Államok egyben tartását, ők voltak Ulysses S. Grant, William Tecumseh Sherman s élükön Abraham Lincoln elnök. Olyan harci módszerek alakultak ki, amelyek már előre vetítették a 20. századi két világháború eszköztárát is (lövészárkok ásása és huszadik századi nyelven "a felperzselt föld" taktikája, Shermannak az a felfogása, hogy nem csak a katonákkal kell harcolni, szenvedjen a polgári lakosság is, amely támogatja a lázadást).

## Politikai háttér
A belpolitikában az északiaknál folyt tovább a megszokott közélet a politikai pártokkal (1862-ben megrendezték a kongresszusi és a helyhatósági választásokat, 1864-ben pedig az elnökválasztást), a közigazgatási gépezettel, a polgárháború nagyobb követelmények elé állította az intézményeket, az infrastruktúrát, de megbirkóztak vele. Lincoln elnök tekintettel volt a legkisebb belpolitikai rezdülésekre is, a tábornokok kinevezésénél figyelt arra, hogy mind saját pártja, a Republikánus Párt, mind pedig az ellenfél Demokrata Pártjának legjobbjait kinevezze a megfelelő katonai és politikai tisztségekbe, hivatalokba, ezzel is sok hívet szerzett magának. Erkölcsi fedhetetlenségéről ismert hadügyi államtitkárt vett maga mellé, a demokrata párti érzelmű, de határozottan unionista meggyőződésű Edwin M. Stanton személyében. Sikeresen tartotta egyben az északiak táborát, 1864-ben újra elnökké választották, a katonák és családtagjaik mind rá szavaztak.
A külügy, a diplomácia bonyolulttá vált, a déliek reménykedtek abban, hogy Anglia és Franciaország diplomáciailag elismeri az Amerikai Konföderációs Államokat, a déliek az Angliában és Franciaországban szükséges erős gyapothiányra alapozták elképzeléseiket, s kapóra jött az ún. Trent-ügy is. A déliek elnöke, Jefferson Davis 1861 őszén a virginiai James M. Masont (Washingtonban volt korábban szenátor, ő fogalmazta meg a Szökött Rabszolgatörvényt) és a louisianai John Slidellt (ő is szenátor volt) küldte tárgyalni az angolokhoz és a franciákhoz a diplomáciai elismertetés végett. Charlestonban szálltak fel egy blokádtörő gőzösre egy koromsötét éjszakában, eljutottak Havannába, s ott átszálltak egy Trent nevű angol postagőzösre, már a Bahama-csatornán haladtak a nyílt óceán felé, amikor a 15 ágyúval felszerelt San Jacinta nevű hadihajó két lövés árán, melyeket a hajó előtt a vízbe irányítottak, lassításra késztette a Trentet. A San Jacinta kapitánya Charles Wilkes, a híres öreg tengerész volt, kinek délsarki expedíciói hírnévnek örvendtek. Wilkes csónakot küldött a Trenthez és a Trent kapitánya kénytelen volt kiadni a déliek két követét Mansont és Slidellt, akiket aztán Wilkes Bostonba vitt, s ott bebörtönözték őket. Amikor a Trent befutott Angliába, s híre ment a történetnek, kitört a diplomáciai háború Anglia és az északiak közt, Charles Francis Adams, Sr. Amerika londoni nagykövete által a brit kormány ultimátumot nyújtott át a Lincoln-kormánynak, a Lincoln-kormányzat engedett, maga az elnök tévedésnek minősítette Wilkes eljárását, s szabadon engedte a két déli foglyot, Masont és Slidellt. Végül Európa politikailag semleges maradt, de a Konföderáció diplomáciai elismerésének veszélye mintegy lebegtetve volt mindazzal együtt, hogy Viktória brit királynő már Charles Francis Adams nagykövet fogadásakor, 1861 májusában semlegességet hirdetett az amerikai polgárháborús konfliktust illetően, ami a diplomácia nyelvén, a gyakorlatban azt jelentette, hogy a déliek harcát elismerték.

## A néger rabszolgák ügye
A déli ültetvényeken néger rabszolgákat alkalmaztak a dohány, a gyapot stb. termelésére. A néger rabszolga az ültetvényes tulajdona volt, adták, vették őket, a rabszolgavásárok egyik fő színhelye New Orleans kikötője volt. Az afroamerikai rabszolgák felszabadításának ügye nem volt fő célja az északiak stratégiájának, de mégis sor került rá 1863 január 1-én, amikor Lincoln elnök közreadta Proklamációját a rabszolga-felszabadításról. 1863 tavaszán már alakítottak meg néger, korabeli szóhasználattal színes ezredeket, a polgárháború idején az Unió szárazföldi haderejében 178 975 fő felszabadított néger katona teljesített szolgálatot, közülük 2870 fő esett el közvetlenül a harcokban. John Keegan úgy vélekedik, hogy az afroamerikai katonák nagy létszámuk ellenére is kevéssel járultak hozzá az északiak győzelméhez. Furcsa ez a konklúzió, hiszen az afroamerikaiak terepismerete, az erődítmények építése vagy éppen az erődítményekbe való behatolás, az ellátmány szállítása, stb. területen olvashatunk a néger katonák helytállásáról, elég furcsa ezt elgondolni napjainkban, amikor az Amerikai Tengerészgyalogság és főleg az amerikai szárazföldi egységek többsége afroamerikaiakból áll. Minden esetre a polgárháború végén az amerikai alkotmányban is rögzítették, hogy az Egyesült államok területén nem lehet többé rabszolgaság. Mintegy hozadéka lett a polgárháborúnak a rabszolgaság eltörlése, leginkább attól tartottak az északiak, hogy a néger rabszolgákat a déliek az északiak ellen vetik be (ez fel is merült a déliek vezetésében, de Davis elnök elvetette), másrészt az északiak közt tevékenykedő abolicionisták is sűrgették Lincoln elnököt.